# Eutonia
L'eutonia és un mètode d'educació corporal creat i desenvolupat a Dinamarca per la ballarina alemanya Gerda Alexander entre 1940 i 1980 aproximadament. Explora el moviment del cos des del punt de vista d'estalvi de tensió muscular. Alexander estava formada en dansa, amb una tècnica que basava el moviment des dels músculs i fins i tot en estat de repòs s'havien acostumat a estar sobretensionats. Una malaltia la va obligar a deixar la dansa o bé buscar altra manera de fer-ho i això va ser el que la va motivar a crear aquesta tècnica, que es basa en el moviment des de les articulacions i els ossos. Aquesta tècnica està actualment integrada a la dansa-teatre (la usava Pina Bausch, per exemple) i moltes escoles de dansa contemporània. També es pot aplicar a altres activitats físiques, com esports o tocar instruments musicals, o fins i tot a activitats de la vida quotidiana.
Cal no confondre-la amb la coneguda com a "tècnica Alexander", que abans havia desenvolupar l'actor australià Frederick Matthias Alexander, a partir d'un problema de veu. Aquest mètode d'educació postural s'usa també actualment i igualment està basada en la respiració i la cerca dels moviments autèntics, naturals, el més fàcils possible, sense tensió i basant-se en els de nadons, infants petits i alguns mamífers.

## Etimologia
La paraula "eutonia" és una paraula composta a partir de l'arrel grega Eu, òptim, i del mot llatí Tonus, tensió, el grau de tensió dels músculs, que cal no confondre amb la tonicitat muscular (en el sentit de força) ni amb l'elasticitat. Va ser creada per Gerda Alexander per a expressar la idea d'una "tonicitat harmoniosament equilibrada en adaptació constant i ajustada a l'estat o a l'activitat del moment".

## Eutonia i to muscular
L'eutonia utilitza el coneixement anatòmic i mecànic del propi cos com a eina per usar-lo adientment en el moviment. Té en compte l'existència d'un component de la tensió muscular que de vegades no és conscient per a les persones adultes si no són educades per a escoltar el mateix cos i en particular fer atenció aquesta tensió. A més, hi ha persones que tenen alguns o tots els músculs sobre-tensionats, i poden aprendre a afluixar-los.
El to muscular que es considera eutònic és el que proporciona força, flexibilitat i agilitat. En el cas contrari, trobar-se "distònic" és romandre en un estat d'excessiva tensió (hipertònic) o de poca tensió (hipotònic). Actualment, la majoria de disciplines d'expressió i educació corporal (ioga, teatre físic, circ, dansa, etc.) coincideixen que l'estat mental i el corporal van lligats, com animals que som, i que les tensions psíquiques i físiques estan relacionades.

## Orígens
L'eutonia com a disciplina sorgeix a partir de l'experiència personal de la ballarina Gerda Alexander. Quan, de jove, va contreure febre reumàtica i endocarditis, els metges li van dir que no podria tornar a ballar més. Ella no s'hi va conformar i es va dedicar a buscar maneres de ballar i de moure's que pogués fer retardant al màxim el cansament respiratori i cardíac. Va adonar-se que podia realitzar els mateixos moviments amb molta menys tensió muscular, que era el que la cansava, i va continuar explorant com es podia moure d'una manera més autèntica, econòmica i espontània.
Gerda afirmava que cal aprendre, cada dia una mica més, que som tot aquest cos, cos en el qual podem recolzar-nos. Per mitjà de l'observació i reflexió sobre els seus alumnes, sobre les seves pròpies malalties i dificultats en la mobilitat i aprofundint en els fonaments neuro-psicològics dels moviments de l'ésser humà, va anar donant forma al seu propi mètode.
Inicialment el treball personal d'Alexander en relació al moviment corporal tenia la premissa d'aconseguir la possibilitat de poder expressar-se sense models preestablerts que interferissin en les capacitats funcionals i creatives. En aquella època aquesta intenció l'anomenava "la recerca del moviment espontani" i trigaria uns trenta anys a concretar el que finalment va anomenar Eutonia, la "tensió justa/perfecta".
El desenvolupament de l'Eutonia com a disciplina es nodreix de múltiples antecedents que configuren un univers de teories i pràctiques que s'han anat redefinint i desenvolupant. Representa una síntesi de la seva manera de comprendre els aspectes psíquics i físics de l'ésser humà, entesos com una unitat. És una disciplina que té, d'una banda, una especificitat pedagògica, ja que busca l'adaptabilitat del to muscular als constants canvis dels estímuls interiors i exteriors; això ho fa a partir de l'ensenyament i aprenentatge del desenvolupament de la sensibilitat i de l'observació d'un mateix, a fi d'expandir la consciència sobre el funcionament corporal i la interacció constant d'aquest amb els estímuls externs (temperatura ambient, la presència d'altres persones, etc.) i interns (pensaments, emocions, etc.). De l'altra banda, conté una especificitat de psicomotricitat basada en l'experiència del propi cos, que condueix a la persona cap a una presa de consciència de si mateixa, que l'ajuda a desenvolupar els recursos que tot individu té per assolir l'equilibri psicofísic.

## Principis bàsics
Els principis bàsics són:
- presa de consciència de la respiració
- presa de consciència de la pell
- presa de consciència de l'espai intern del cos
- presa de consciència dels ossos
- coneixement de l'espai i dels altres
- consciència i experiència del desplaçament
- consciència i experiència del suport, de deixar el pes i de pressionar: sobre el terra, la paret, altres persones, amb diferents parts del cos, etc.
- moviments actius i passius
- micro-moviments (moviments de descompressió articular)
- posicions de control (seqüències de moviments per avaluar la flexibilitat muscular)
- moviment eutònic
- vibracions (vocals i òssies)